# Aalsmeer
Aalsmeer es una localidad y un municipio de los Países Bajos, en la provincia de Holanda Septentrional. Cuenta con una superficie de 32,29 km², de los que 11,85 km² corresponden a la superficie ocupada por el agua. El 1 de enero de 2014 tenía una población de 30 759 habitantes, lo que supone una densidad de 1506 hab./km². Su nombre podría derivar del nombre neerlandés para la anguila (aal) y lago (meer), o de Aelsmer, que significaría terreno pantanoso con alisos. Aalsmeer limita con el lago Westeinderplassen —el más grande de aguas abiertas de la Randstad— y el canal de Ringvaart. El pueblo está ubicado a 13 km al suroeste de Ámsterdam. 
Debido a que la subasta de flores más grande en el mundo se basa en Aalsmeer, junto con varios viveros y una estación experimental de la floricultura, la ciudad es a veces conocida como la 'capital mundial de las flores.

## Núcleos de población
El municipio de Aalsmeer consta de tres núcleos de población: Aalsmeer, Kudelstaart, Oosteinde.

## Historia

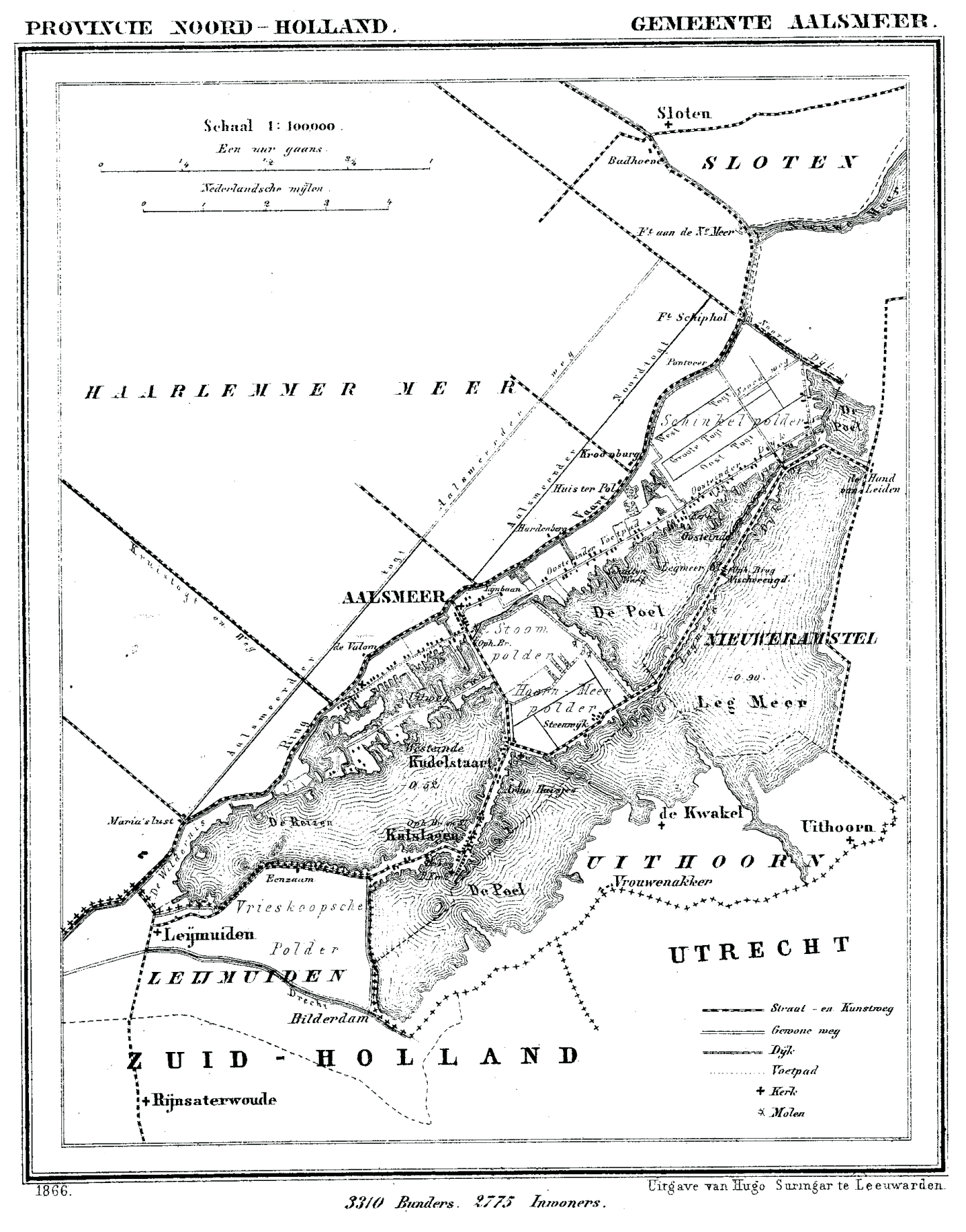
Aalsmeer en 1866.

La primera referencia que se tiene de Aalsmeer data de 1133, de un documento en la que se llama "Alsmar", y se concede a la Abadía de Rijnsburg. Diederik van Kleef VII confirmó esta donación en un acto en 1199. La zona era entonces un enclave natural con bosques de alisos y sauces. 
En sus alrededores, grandes pistas de tierra fueron excavadas para extraer la turba, la creación de grandes lagos y estanques, como Oosteinderpoel, Schinkelpoel, Stommeer, Hornmeer, Legmeer y Westeinderplassen. Esto dejaba poca tierra para la agricultura, por lo que sus habitantes se dedicaron con preferencia a la pesca, al tiempo que la poca tierra cultivable se aprovechó intensamente.
La falta de tierra seca fue contrarrestada por la recuperación de algunos de los lagos, comenzando con el lago Stommeer  en 1650, seguido por el Hornmeer en 1674. En 1852, el gran lago de Haarlem, en la frontera de Aalsmeer, se hizo en un pólder. Luego siguieron Schinkelpoel, Oosteinderpoel, y Legmeer. El negocio de la pesca, como consecuencia, disminuyó y al contrario creció la horticultura, en especial el cultivo de la fresa, que llegó a su máximo entre 1850 y 1885. La fresa se convirtió en el símbolo de la bandera de Aalsmeer: rojo (frutas), verde (hoja), y negro (tierra). El cultivo de flores se inició alrededor de 1880, primero con rosas en invernaderos. 
Inicialmente los productores llevaban a vender sus fresas y flores al mercado de Ámsterdam. Pero en 1912 dos empresas de subastas se establecieron en Aalsmeer: Aalsmeerse Veiling Centrale (Central Aalsmeer de subastas) en el centro de la ciudad y Aalsmeer Bloemenlust Oriente. El mismo año la localidad quedó conectada a la red de ferrocarriles.

### Segunda Guerra Mundial
Durante la Segunda Guerra Mundial, Aalsmeer fue conocida como bastión nazi, en parte debido a su fanático alcalde perteneciente al Movimiento Nacional Socialista en los Países Bajos y a un puñado de partidarios fascistas. El comandante supremo de la Wehrmacht alemana en los Países Bajos, Friedrich Christiansen, era un visitante regular. Después de la guerra, más de un centenar de procesos judiciales se celebraron contra los partidarios nazis de Aalsmeer.

### Posguerra

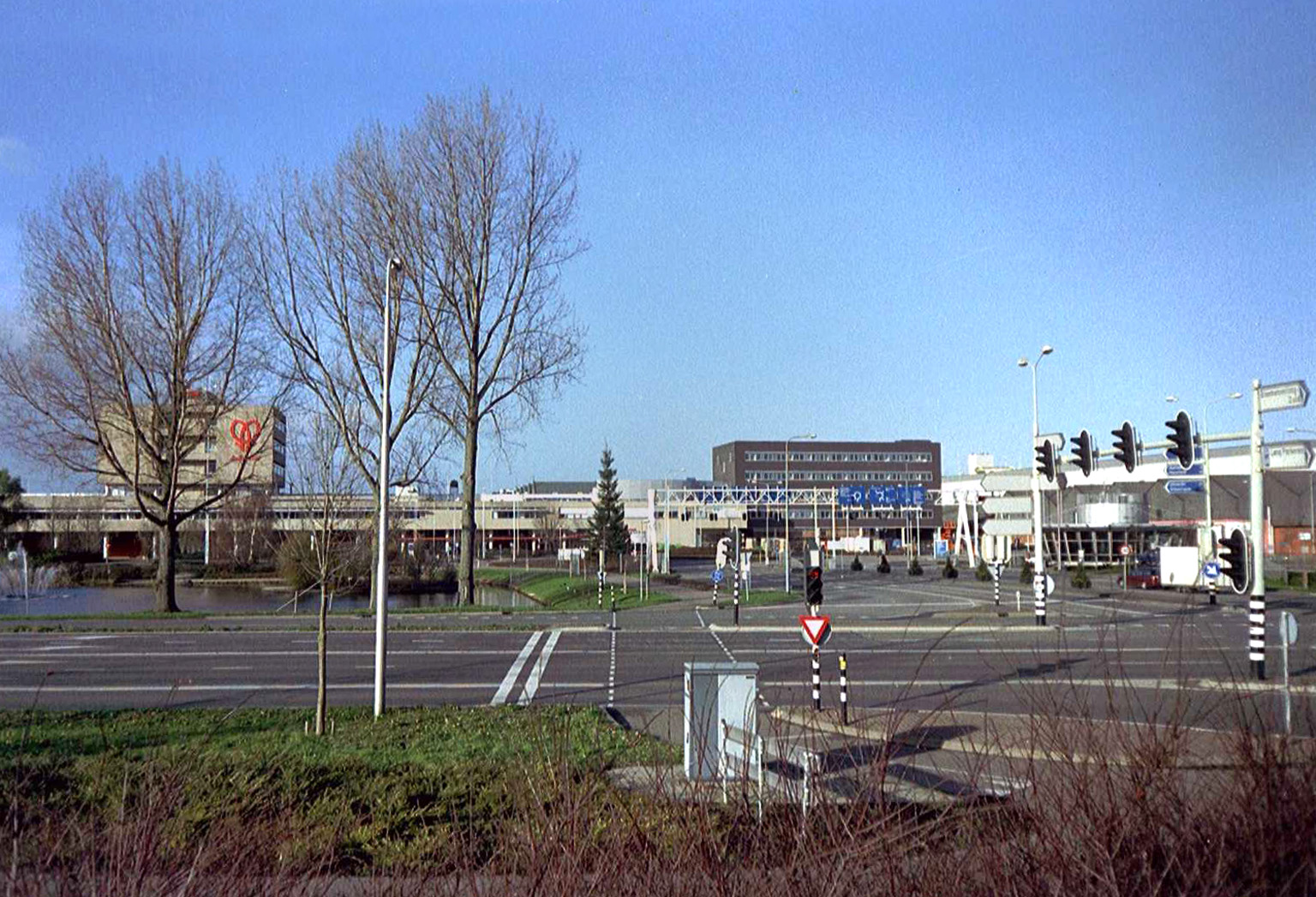
Subasta de flores en Aalsmeer.

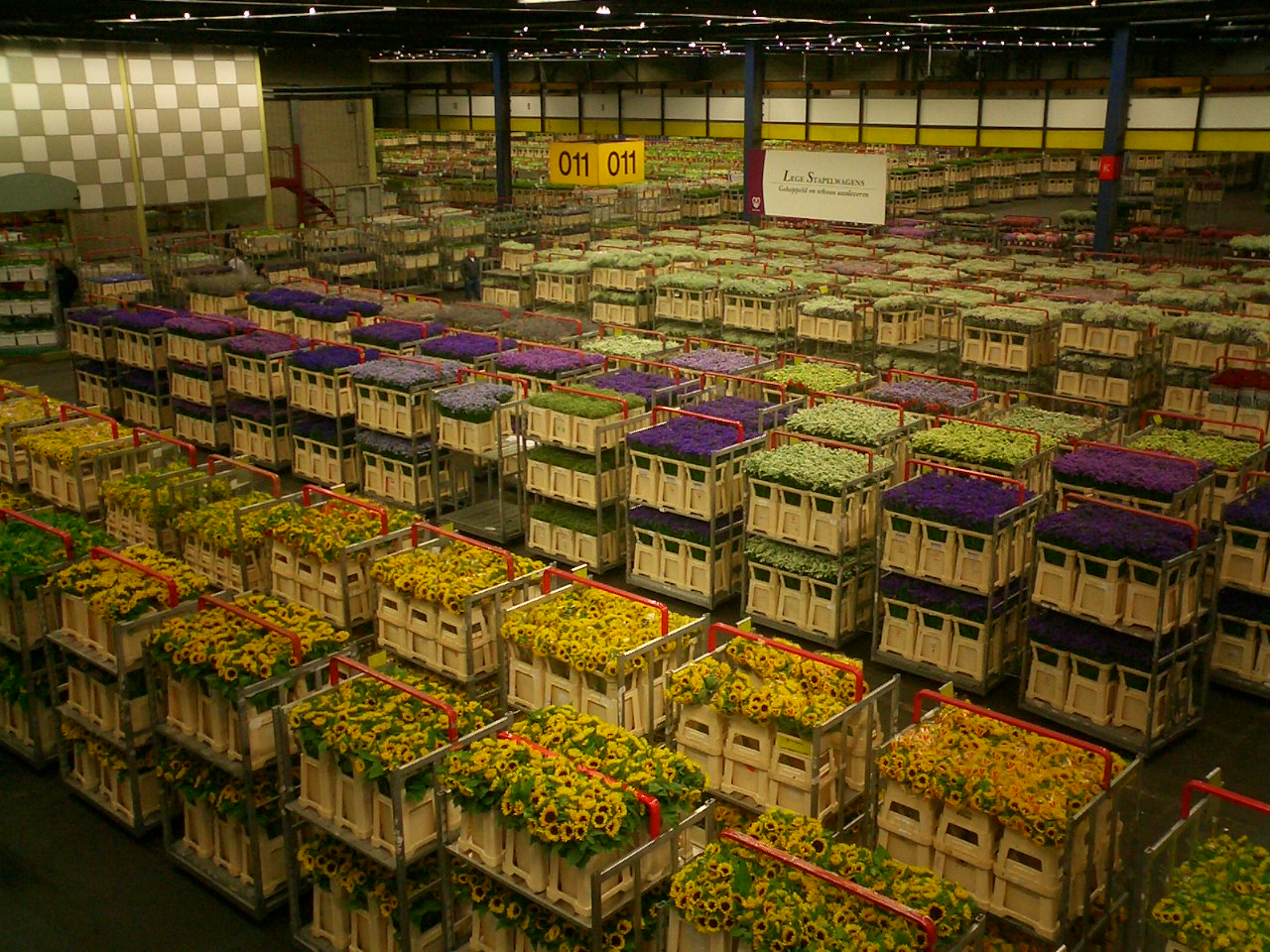
Mercado de flores.

En 1950 Aalsmeer tenía 12 500 habitantes. En 1968 las dos empresas de subastas se fusionaron y formaron la Verenigde Bloemenveilingen Aalsmeer (Subastas Unidas de Flores de Aalsmeer). En 1972 se terminó un nuevo gran edificio de subastas en el sur de Aalsmeer, siendo ampliado en 1999. Con 999 000 m² de superficie, es el edificio comercial más grande del mundo. Su proximidad al aeropuerto de Schiphol permite a los productores el acceso a los mercados de todo el mundo. Desde el 1 de enero de 2008 la subasta de flores se ha fusionado con FloraHolland. 
Los estudios de televisión Endemol se encuentra en el antiguo edificio central de subastas. Por su parte, el edificio Bloemenlust  es hoy en día un centro de congresos.

## El gobierno local
El consejo municipal de Aalsmeer consta de 23 escaños, que se dividen de la siguiente manera (2013): 
- Llamada Demócrata Cristiana (CDA): 6 escaños
- Partido Popular por la Libertad y la Democracia (VVD): 6 escaños
- PACT Aalsmeer (coalición de D66, PvdA y la Izquierda verde): 4 escaños
- Aalsmeerse Belangen: 6 escaños
- Het Aalsmeers Collectief

Desde el 4 de junio de 2013 es alcaldesa del municipio Jobke Spark-Vedder, de CDA.